# Innokenti Nikolajewitsch Butakow
Innokenti Nikolajewitsch Butakow (russisch Иннокентий Николаевич Бутаков; * 11. Oktoberjul. / 23. Oktober 1881greg. im Alexander-Werk, Transbaikalien; † 27. Februar 1970 in Sabaikalsk) war ein russischer Physiker und Hochschullehrer.

## Leben
Butakow, Sohn eines kleinen Beamten, studierte ohne Ablegung der Zulassungsprüfung 1900–1906 an dem gerade gegründeten Tomsker Technologie-Institut (TTI) in der Mechanik-Abteilung. Er war dann Chef der Gießerei-, Kessel- und Waggon-Abteilungen der Werkstätten der Omsker Eisenbahn (1907–1911), Chef des Fahrdiensts und Chef des Büros für Standardisierung der Verwaltung der Sibirischen Eisenbahnen in Tomsk (1913–1927).
Nach der Oktoberrevolution wurde Butakow 1921 Professor am TTI und leitete ab 1923 dort den Lehrstuhl für Wärmekraftmaschinen. Mit seinen Forschungsarbeiten begründete er die Entwicklung der Kraft-Wärme-Kopplung.
1927 ging Butakow nach Moskau und wurde Vizedirektor des Instituts für Wissenschaftsverwaltung. Er wurde 1935 ohne Verteidigung einer Dissertation zum Doktor der technischen Wissenschaften promoviert. Während des Deutsch-Sowjetischen Krieges erstellte eine von Butakow geführte Spezialistengruppe das Stromnetz für die Energieversorgung der nach Tomsk evakuierten Unternehmen. Er hielt Vorlesungen über Produktionsorganisation.
1944–1950 war Butakow Direktor des Transport-Energie-Instituts der Sibirischen Abteilung der Akademie der Wissenschaften der UdSSR.
Butakow betreute im Laufe seines Forschungslebens 40 Kandidat- und Doktorarbeiten. Zu seinen Schülern gehörten Grigori Iljitsch Fuchs, Weniamin Andrejewitsch Schwab, Iwan Afanasjewitsch Jaworski und Wladimir Jeliferjewitsch Nakorjakow.

## Ehrungen
- Orden des Roten Banners der Arbeit (1940, 1946, 1961)
- Verdienter Wissenschaftler und Techniker der RSFSR (1944)[1]
- Leninorden (1944, 1953)